# Lista de bispos de Santarém
Nesta lista constam os Bispos Diocesanos da Santarém, criada em 1975.

## Bispos de Santarém
| Nº | Retrato | Prelado                           | Vida             | Mandato                                      | EP      | Observações                          | Brasão |
| -- | ------- | --------------------------------- | ---------------- | -------------------------------------------- | ------- | ------------------------------------ | ------ |
| 1  |         | D. Frei António Francisco Marques | 1927–1997 († 70) | 16 de Julho de 1975 – 28 de Agosto de 1997   | 22 anos |                                      |        |
| 2  |         | D. Manuel Pelino                  | 1941 (83)        | 27 de Janeiro de 1998 – 7 de Outubro de 2017 | 19 anos | Bispo Auxiliar do Porto (1987–1998)  |        |
| 3  |         | D. José Traquina                  | 1954 (71)        | 7 de Outubro de 2017 – Presente              | 7 anos  | Bispo Auxiliar de Lisboa (2014–2017) |        |